# Østre Anlæg (Aalborg)
 For alternative betydninger, se Østre Anlæg. (Se også artikler, som begynder med Østre Anlæg)
Østre Anlæg (Aalborg) er en offentlig park i Aalborg Øgadekvarter. Østre Anlæg har et areal på 6,5 ha, og er en af de ældste parker i byen. Parken har cirka 175.000 besøgende om året. Området blev anvendt som teglværkslergrav i 1920'erne, men blev omdannet til et rekreativt område i de næste to årtier. I 1937 blev en legeplads indrettet. Ud over plæner, buske, blomster og træer indeholder parken en sø, som ligger tæt på St. Markus Kirke mod øst. 51 fuglearter er blevet registreret i parken.
Parken vandt i 2012, som den første i Norden, Green Space Awards.